# Scytodes balbina
Scytodes balbina – gatunek pająka z rodziny rozsnuwaczowatych.
Gatunek ten został opisany w 2000 roku przez C.A. Rheims i A.D. Brescovita. Okazy serii typowej pochodziły z rejonu elektrowni wodnej w Balbina (holotyp) oraz Reserva Florestal Adolfo Ducke.
Samce osiągają od 3,5 do 3,65 mm, a samice około od 3,87 do 5,13 mm długości ciała. Karapaks mają żółty z brązowymi plamami, a nogogłaszczki i odnóża żółtawe, brązowo poprzecznie przepasane, przy czym przepaski na nogach przerywane. Oczy boczne położone są na wzgórkach. Warga dolna i endyty kremowe z brązowawymi nasadami. Sternum również kremowe z brązowawymi brzegami. Na wierzchu kremowej opistosomy obecne z przodu czarne plamki, a dalej 3 poprzeczne, czarne znaki. Narządy rozrodcze samca charakteryzuje długi, zakrzywiony w części dystalnej embolus z przezroczystym, spłaszczonym wyrostkiem dystalnym oraz długi, smukły kolec dystalny na cymbium. Samica ma bocznie rozszerzone zbiorniki nasienne, do których podstaw przylegają rejony zesklerotyzowane. 
Pająk endemiczny dla Brazylii, znany tylko ze stanu Amazonas.